# Внуков, Иван Иванович
Иван Иванович Внуков (4 января 1904, дер. Внуково, Орловская губерния — 15 ноября 1988, Зугдиди) — советский военный деятель, генерал-майор (1945 год).

## Биография
Иван Иванович Внуков родился 4 января 1904 года в деревне Внуково (ныне — Покровского района Орловской области).
В июне 1921 года был призван в РККА и направлен на учёбу на 55-е командные пехотные курсы в Житомире, по окончании которых с ноября 1922 года служил на должностях командира отделения и взвода 16-го стрелкового полка (6-я стрелковая дивизия, Туркестанский фронт), а с ноября 1923 года — на должностях командира взвода и помощника командира роты 6-го Туркестанского стрелкового полка (2-я стрелковая дивизия, Туркестанский фронт). С 1923 по 1926 годы принимал участие в подавлении басмачества.
В ноябре 1927 года Внуков был назначен на должность адъютанта Памирского оперативного отряда Среднеазиатского военного округа, а в сентябре 1929 года — на должность адъютанта 25-й отдельной транспортной роты округа.
В 1930 году закончил экстерном Военную пехотную школу, после чего в ноябре 1930 года был направлен на курсы усовершенствования командного состава при 8-м отделе Штаба РККА, по окончании которых с апреля 1932 года исполнял должность начальника 3-й части штаба 19-го стрелкового корпуса, в мае был назначен на должность помощника начальника 8-го отдела, а с декабря 1934 года служил на должностях помощника начальника и временно исполняющего должность начальника 10-го отдела штаба Ленинградского военного округа.
В октябре 1937 года был назначен на должность начальника 1-й части штаба 54-й стрелковой дивизии, дислоцированной в городе Кандалакша, а в марте 1939 года — на должность начальника штаба 104-й горнострелковой дивизии. Принимал участие в боевых действиях в ходе советско-финской войны. Иван Иванович Внуков за боевую деятельность был награждён орденом Красной Звезды.
В 1939 году закончил два курса вечернего отделения Военной академии имени М. В. Фрунзе.

### Великая Отечественная война
В августе 1941 года полковник Внуков был назначен на должность командира 104-й стрелковой дивизии, оборонявшейся в составе 14-й армии Северного фронта на Кандалакшском и Кестеньгском направлениях. С октября 1941 года дивизия вела оборонительные бои на стабильном участке фронта.
В декабре 1942 года Внуков был направлен на ускоренный курс при Высшей военной академии имени К. Е. Ворошилова, после окончания которого с 31 декабря 1943 года временно исполнял должность начальника штаба формировавшегося 114-го стрелкового корпуса. С 7 по 20 января 1944 года временно командовал этим корпусом. 15 января 1944 года Внуков был назначен на должность начальника штаба 45-го стрелкового корпуса, участвовавшего в том числе в ходе Белорусской и Восточно-Прусской наступательных операций.
После окончания войны корпус был передислоцирован на Дальний Восток, где в августе — сентябре 1945 года принял участие в ходе Харбино-Гиринской наступательной операции советско-японской войны. За умелое руководство и управление войсками, а также проявленные при этом мужество и отвагу Иван Иван Внуков был награждён орденом Кутузова 2 степени.

### Послевоенная карьера
В феврале 1946 года был назначен на должность командира 184-й стрелковой дивизии (Приморский военный округ), а в августе того же года — на должность начальника оперативного отдела штаба 25-й армии.
С марта 1947 года находился в распоряжении Управления кадров Сухопутных войск, и в августе того же года был назначен на должность начальника штаба 20-го гвардейского стрелкового корпуса (Киевский военный округ). В мае 1949 года был направлен на высшие академические курсы при Высшей военной академии имени К. Е. Ворошилова, которые закончил в мае 1950 года.
Генерал-майор Иван Иванович Внуков в июне 1950 года вышел в запас. Умер 15 ноября 1988 года в Зугдиди.

## Награды
- Орден Ленина;
- Четыре ордена Красного Знамени;
- Орден Кутузова 2 степени;
- Орден Отечественной войны 1 степени;
- Орден Красной Звезды;
- Медали.